# ألفرد براونيل
ألفرد براونيل (بالإنجليزية: Alfred Brownell)‏ هو عالم بيئة ومحامي ليبيري، ولد في عقد 1960.

## وصلات خارجية
- الموقع الرسمي
- ألفرد براونيل على موقع IMDb (الإنجليزية)